# Charmian May
Charmian May (Horndean, 16 juni 1937 - Purbrook, 24 oktober 2002) was een Engels actrice die in 1974 debuteerde in de film The Fortunes of Nigel. Ze overleed op 24 oktober 2002 na een slepende ziekte op 65-jarige leeftijd.

## Filmografie

### Series
- Weirdsister College (2001) - Alicia Thunderblast
- Midsomer Murders (Afl., The Electric Vendetta, 2001) - Miss Marian Leonard
- Kavanagh QC (Afl., The End of Law, 2001) - Rechter Hanover
- The Worst Witch (Afl., The Witchy Hour, 1998) - Mrs. Pentangle
- Pie in the Sky (Afl., Squashed Tomatoes, 1997) - Ann Truman
- Soldier Soldier (Afl., Far Away, 1995) - Mrs. Tredwell
- Love Hurts (Afl., Tracks of My Tears, 1994) - Dorothea
- The Darling Buds of May (Afl., Le Grand Weekend, 1992) - Gerry Lubbock
- Keeping Up Appearances (3 afl., 1990-1992) - Mrs. Councillor Nugent
- The Nineteenth Hole (Afl., The Lady Captain 1989) - Miranda
- The New Statesman (Afl., Live from Westminster, 1989) - Game Show Producer
- Nanny (Afl., The Prodigy, 1983) - Miss Vita Baggs
- Educating Marmalade (1981) - Clara Coalhouse
- The Professionals (Afl., It's Only a Beautiful Picture, 1980) - Miss Piper
- The Prime of Miss Jean Brodie (1978) - Mrs. Camel
- The Duchess of Duke Street (Afl., Ain't We Got Fun, 1977) - Deense gravin
- You're Only Young Twice (Afl. onbekend, 1977) - Miss Milton
- The Fall and Rise of Reginald Perrin (2 afl., 1976) - Miss Pershore
- Within These Walls (Afl. Catalyst, 1976) - Sarah Lang
- The Good Life (2 afl., 1976) - Mrs. Weaver

### Films
- Bridget Jones's Diary (2001) - Mrs. Darcy
- Highlander: Endgame (2000) - Oudere dame
- Ghosts of Winterborne (Video, 1996) - Barbara Taploe/Margaret Wyndham
- The Devil of Winterbone (Video, 1995) - Mrs. Taploe
- The Politician's Wife (televisiefilm, 1995) - Mrs. Lucas
- A Demon in My View (1991) - Tante Gracie
- Paper Mask (1990) - Radiographer
- The Fool (1990) - Rol onbekend (Niet op aftiteling)
- Can You Hear Me Thinking? (televisiefilm, 1990) - Consultant
- The Dawning (1988) - Celia Brabazon
- Gaudy Night (televisiefilm, 1987) - Miss Hillyard
- Lord Peter Wimsey (televisiefilm, 1987) - Miss Hillyard
- Britannia Hospital (1982) - Miss Diamond
- Follow You Follow Me (1979) - Peters moeder
- The Fortunes of Nigel (1974) - Rol onbekend

- Biblioteca Nacional de España: XX5525215
- International Standard Name Identifier: 0000 0001 3358 1612
- Library of Congress Control Number: no2017032289
- Virtual International Authority File: 119144648591295124880
- WorldCat: E39PBJj8Qb8W4F8JDcmG4Dw9jC